# 韦克桑地区阿迪维莱尔
韦克桑地区阿迪维莱尔（法語：Hardivillers-en-Vexin）是法国瓦兹省的一个旧市镇，属于博韦区。该市镇总面积4.82平方公里，2009年时的人口为126人。

## 人口
韦克桑地区阿迪维莱尔人口变化图示